# Volejbol'nyj klub Belogor'e 2011-2012
Questa voce raccoglie le informazioni riguardanti il Volejbol'nyj klub Belogor'e nelle competizioni ufficiali della stagione 2011-2012.

## Organigramma societario
Area direttiva
- Presidente: Gennadij Šipulin

Area tecnica
- Allenatore: Gennadij Šipulin
- Allenatore in seconda: Andrej Činnov

## Rosa
| N° | Nome              | Ruolo | Data di nascita   | Nazionalità sportiva |
| -- | ----------------- | ----- | ----------------- | -------------------- |
| 1  | Oleg Syčev        | C     | 29 aprile 1988    | Russia               |
| 2  | Nico Freriks      | P     | 22 dicembre 1981  | Paesi Bassi          |
| 3  | Aleksandr Kosarev | S     | 30 settembre 1977 | Russia               |
| 4  | Taras Chtej       | S     | 22 maggio 1982    | Russia               |
| 6  | Artëm Ermakov     | L     | 16 marzo 1982     | Russia               |
| 7  | Igor' Kolodinskij | P     | 7 luglio 1983     | Russia               |
| 8  | Sergej Tetjuchin  | S     | 23 settembre 1975 | Russia               |
| 9  | Vadim Chamutckich | P     | 26 novembre 1969  | Russia               |
| 11 | Ruslan Kanipov    | C     | 29 marzo 1989     | Russia               |
| 12 | Anton Fomenko     | S     | 18 ottobre 1987   | Russia               |
| 13 | Dmitrij Muserskij | C     | 19 ottobre 1988   | Russia               |
| 14 | Andrej Egorčev    | L     | 8 febbraio 1978   | Russia               |
| 15 | Dmitrij Il'inych  | S     | 31 gennaio 1987   | Russia               |
| 16 | Andrej Andreev    | L     | 20 gennaio 1991   | Russia               |
| 17 | Maksim Žigalov    | O     | 26 luglio 1989    | Russia               |
| 18 | Matias Raymaekers | C     | 11 maggio 1982    | Belgio               |
| 20 | Dmitrij Solodilin | S     | 15 giugno 1992    | Russia               |

## Statistiche

### Statistiche di squadra
| Competizione    | Punti | In casa | In casa | In casa | In trasferta | In trasferta | In trasferta | Totale | Totale | Totale |
| Competizione    | Punti | G       | V       | P       | G            | V            | P            | G      | V      | P      |
| --------------- | ----- | ------- | ------- | ------- | ------------ | ------------ | ------------ | ------ | ------ | ------ |
| Superliga       | 29/27 | 14      | 11      | 3       | 15           | 9            | 6            | 29     | 20     | 9      |
| Coppa di Russia | 22/9  | -       | -       | -       | -            | -            | -            | 17     | 11     | 6      |
| Coppa CEV       | -     | 2       | 2       | 0       | 2            | 1            | 1            | 4      | 3      | 1      |
| Totale          | -     | 16      | 13      | 3       | 17           | 10           | 7            | 50     | 34     | 16     |

G = partite giocate; V = partite vinte; P = partite perse

### Statistiche dei giocatori
| Giocatore      | Superliga | Superliga | Superliga | Superliga | Superliga |
| Giocatore      | P         | PT        | AV        | MV        | BV        |
| -------------- | --------- | --------- | --------- | --------- | --------- |
| A. Andreev     | 4         | 0         | 0         | 0         | 0         |
| V. Chamutckich | 20        | 12        | 8         | 2         | 2         |
| T. Chtej       | 8         | 56        | 45        | 7         | 4         |
| A. Egorčev     | 14        | 85        | 52        | 30        | 3         |
| A. Ermakov     | 29        | 1         | 1         | 0         | 0         |
| A. Fomenko     | 16        | 16        | 13        | 1         | 2         |
| N. Freriks     | 1         | 1         | 0         | 1         | 0         |
| D. Il'inych    | 24        | 370       | 314       | 39        | 17        |
| R. Kanipov     | 6         | 20        | 10        | 8         | 2         |
| I. Kolodinskij | 28        | 83        | 36        | 29        | 18        |
| D. Solodilin   | 4         | 27        | 21        | 2         | 4         |
| A. Kosarev     | 26        | 196       | 142       | 27        | 27        |
| D. Muserskij   | 17        | 231       | 136       | 60        | 35        |
| M. Raymaekers  | 19        | 119       | 85        | 32        | 2         |
| O. Syčev       | 22        | 130       | 77        | 47        | 6         |
| S. Tetjuchin   | 24        | 288       | 226       | 24        | 38        |
| M. Žigalov     | 26        | 321       | 260       | 35        | 26        |

P = presenze; PT = punti totali; AV = attacchi vincenti; MV = muri vincenti; BV = battute vincenti

NB: Non sono disponibili i dati relativi alla Coppa di Russia, alla Coppa CEV e, di conseguenza, quelli totali